# Матокса
Ма́токса (фин. Matoksi) — деревня в Куйвозовском сельском поселении Всеволожского района Ленинградской области.

## История
История Матоксы исчисляется несколькими веками. Ещё в Писцовой книге Водской пятины 1500 года, в составе Куйвошского погоста, упоминаются три деревни Матукса: «Деревня Матукса на Влозе Иванково», «Деревня Матукса ж на Влозе на реце» и «Деревня Матукса ж за рекою за Влогою».
В новгородский, а затем шведский период, Матокса входила в состав Ореховецкого уезда Карельской половины Водской пятины. После Северной войны она находилась на территории Шлиссельбургского уезда Ингерманландской (затем Санкт-Петербургской) губернии.
По мнению краеведов Н. Д. Солохина и И. В. Венцеля, при Петре I мыза Матокса принадлежала генерал-адмиралу Фёдору Матвеевичу Апраксину.
Известно, что в 1702 году русский отряд, поднявшись на судах из Ладожского озера по реке Авлоге, напал на шведскую мызу, существовавшую здесь, и взял в плен её хозяина.
Захватил мызу граф Пётр Матвеевич Апраксин и так писал Петру I об этом:

Войдя рекою Влогою, взяли мы мызу Матоксу и самого славного мызника Нильса Нейса с женою и сыном, и с дочерью, и с своячною вдовою, и еще с ними двадцать человек мужеска и женска пола да 29 ружей и триста гранат ручных. Враги везде бегут. Дай, Боже, и впредь такое счастье.

При Петре I эта мыза принадлежала видному русскому дипломату сербского происхождения Савве Лукичу Владиславичу-Рагузинскому. Пётр I пожаловал ему мызу Матоксу с 9 деревнями в 1710 году. Савва Рагузинский скончался на своей мызе Матокса в июне 1738 года.
С образованием в 1727 году Санкт-Петербургского уезда Куйвошский погост был разделён на две части: западная, в составе которой находился центр погоста Куйвози, вошёл в состав Санкт-Петербургского уезда, восточная, где была Матокса — осталась в Шлиссельбургском уезде.
В 1744 году наследники Рагузинского продали мызу площадью 42 207 десятин барону Сергею Григорьевичу Строганову. Позже, в середине XVIII века мызой владели его наследники, а затем тайный советник Лукьян Иванович Талызин.
В 1774 году Матокса была центром самой северной волости Шлиссельбургского уезда, в её составе находились деревни Носово, Торосово, Микуляс или Никулясы.
Первая церковь в Матоксе была освящена во имя святого Иоанна Предтечи, затем в 1752 году была построена деревянная церковь во имя святого Александра Невского, которая сгорела, но вновь была отстроена после пожара в 1772 году.
Примечательно, что церковно-приходское деление не совпадало с административным. К Матокскому приходу были приписаны жители деревень Куйвозовской волости соседнего Санкт-Петербургского уезда, которые исповедовали православие.

Матокский православный приход был старейшим в послепетровской Ингерманландии. Большинство его прихожан составляли православные ижоры из окрестных деревень — представители одного из древнейших народов Ленинградской области, потомки летописной ижоры, смешавшиеся с пришлым финским элементом. В Северной Ингерманландии, до массовых депортаций 1930-х гг., существовало несколько ижорских этноанклавов (в районе Лемболовского озера, у Куйвози и в среднем течении Авлоги). Исповедуя греческую веру и будучи крепостными русских помещиков, ижорские крестьяне продолжали сохранять национальную самобытность. Академик Н. Я. Озерецковский, известный ученый-естествоиспытатель и географ XVIII века, в своем труде «Путешествие по озерам Ладожскому и Онежскому» (1792 г.) отмечал, что в Матоксе «при российской церкви определенный священник очень хорошо разумеет язык чухонский». Видимо, тогда проповеди в Матокской церкви читались на языке большинства прихожан.

В 1783 году мызу Матокса купила Александра Ивановна Остерман (1745—1793), урождённая Талызина, дочь адмирала Ивана Лукьяновича Талызина. Её муж Иван Андреевич Остерман был вице-канцлером, президентом коллегии иностранных дел, сенатором, действительным тайным советником, владел мызой с 1048 душами мужского пола и 1230 женского с 1794 по 1811 год.
На старинных картах обозначена гавань Остерман на берегу Ладожского озера. Именно деятельный И. А. Остерман в 1784—1787 годах устроил тут гавань и держал здесь суда.
Со смертью бездетного И. А. Остермана род должен был прекратиться, но Екатерина II указом 1796 года повелела передать фамилию Остерман внуку графини А. А. Толстой, урождённой Остерман, Александру Ивановичу Толстому (1770—1857).
А. И. Остерман-Толстому было 26 лет, когда он унаследовал графский титул и фамилию Остерман. Перешла к нему и мыза Матокса в Шлиссельбургском уезде, село Александрово и 17 деревень. На средства Остерманов-Толстых в 1797 году в Матоксе, вместо сгоревшей церкви была построена новая по проекту известного петербургского зодчего Ф. И. Демерцова (1762—1823), каменная, трёхпрестольная церковь, посвящённая святому Александру Невскому с приделами во имя святого евангелиста Иоанна Богослова и во имя святой мученицы царицы Александры. Церковь была освящена 5 сентября 1798 года.
На «Карте окружности Санкт-Петербурга» 1810 года упоминаются село и деревня Матокса.
В конце 1830-х годов в Матокской волости насчитывалось почти 2730 душ, было два лесопильных завода (в Матоксе и деревне Влоге), церковь каменная во имя святого благоверного великого князя Александра Невского, деревянная кирха в Вуолах и Гавань Остерман.

АЛЕКСАНДРОВО (МЫЗА МАТОКСА тож) — село принадлежит графу Александру Остерману Толстому, жителей по ревизии 40 м. п., 52 ж. п.;
 В оном: а) Церковь каменная во имя Св. Благовернаго и Великаго Князя Александра Невскаго. б) Лесопильный завод. (1838 год)

На этнографической карте Санкт-Петербургской губернии П. И. Кёппена 1849 года она обозначена как деревня «Maatoxi», расположенная в ареале расселения эвремейсов. В пояснительном тексте к этнографической карте она названа Maatoksi (Село Александрово, мыза Матокса тож) и указано количество её жителей на 1848 год: эвремейсов — 57 м. п., 74 ж. п., всего 131 человек.

АЛЕКСАНДРОВО (МАТИКСАТОРА) — село Гр. Остермана-Толстаго, по просёлкам, 7 дворов, 38 душ м. п. (1856 год)

В середине века мызой Матокса владели в разное время члены рода Голицыных, ближайших родственников Остерман-Толстых. Один из них, Дмитрий Владимирович Голицын — герой Отечественной войны 1812 года.
А в 1857 году имение унаследовал декабрист Валериан Михайлович Голицын, который здесь умер от холеры в 1859 году. Похоронен он был, по одной версии, на северной стороне матокского кладбища, по другой — в родовом склепе Данилова монастыря в Москве. Число жителей села по X-ой ревизии 1857 года: 44 м. п., 36 ж. п..
Со смертью четы Остерман-Толстых их род прекратился, но в 1862 году титул графов Остерман-Толстых перешел к их родственнику князю Мстиславу Михайловичу Голицыну, ставшему наследником имения Матокса.

АЛЕКСАНДРОВО (МАТОКСА, КАРГЕНЬ) — село владельческое при реке Явлоге; 8 дворов, жителей 51 м. п., 75 ж. п.;
Церковь православная. Лютеранская кирка. Волостное правление. Завод стекольный.

АЛЕКСАНДРОВО (МАТОКСКАЯ) — мыза владельческая при реке Явлоге; 15 дворов, жителей 3 м. п., 5 ж. п.; 

МЕЗЛИКИ (МАТОКСА) — деревня владельческая при реке Явлоге, 11 дворов, жителей 21 м. п., 30 ж. п. (1862 год)

- Мыза Матоса и село Александрово на карте 1872 года

В 1875 году в деревне открылась школа с преподаванием на финском языке. Учителем в ней работал выпускник Колпанской семинарии, уроженец деревни Вуолы, Юхана Ахава.
В 1880-е годы в Матоксе была открыта церковно-приходская школа с преподаванием на русском языке.
Согласно подворной переписи 1882 года в селе проживали 11 семей, число жителей: 28 м. п., 38 ж. п., лютеране: 27 м. п., 27 ж. п., разряд крестьян — собственники, а также пришлого населения 4 семьи, в них: 10 м. п., 10 ж. п., лютеране: 6 м. п., 3 ж. п..

МАТОКСА (КАРГИНА) — село бывшее владельческое Матокской волости, дворов — 8, жителей — 52; Волостное правление, церковь православная, часовня, школа. (1885 год)

По данным 1889 года мыза Матокса площадью 37 302 десятины находилась во владении наследников «Голицына князя графа Остермана». В хозяйстве было 12 лошадей, 8 коров и 1 бык местной породы. Погодно сдавались в аренду покосы, выгоны, охотничьи угодья и рыбная ловля на Ладожском озере, кроме того за выгон крестьяне должны были отработать в поместье «100 пеших и 100 конных дней». Две чайных также сдавались в аренду. Хозяйством за 2100 рублей в год занимался управляющий.
После М. М. Голицына мыза Матокса перешла во владение Э. Роста.
В 1895 году Э. Рост почти все земли продал в казну, Главному Управлению Уделов, а остаток — 129 десятин — приобрела Комиссарова-Костромская. В этом же году была освящена новая школа с преподаванием на финском языке.

АЛЕКСАНДРОВО (МАТОКСА) — село на земле удельного ведомства при р. Авлоге, 5 дворов, 12 м. п., 16 ж. п., всего 28 чел., православная церковь, школа, приемный покой (амбулаторные пункты) и волостное правление.

МАТОКСА (КАРЧИНО, КАРЬИНО) — деревня Матокского сельского общества, 12 дворов, 32 м. п., 38 ж. п., всего 70 чел., земская почтовая станция. (1896 год)

В конце XIX — начале XX века деревня административно относилась к Матокской волости 2-го стана Шлиссельбургского уезда Санкт-Петербургской губернии.
В 1905 году в деревне размещалась Матокская конно-почтовая станция на 6 лошадей. Обслуживался маршрут до Токсова (18 верст). Содержал станцию С. Ф. Агава. Плата была — 3 копейки с версты и лошади.
После 1917 года Матокская волость до декабря 1922 года входила в состав Шлиссельбургского уезда. 

По данным губернской переписи 1920 года, национальный состав населения Матокской волости выглядел следующим образом:
- финны — 2609 (75,79 %)
- русские — 659 (19,14 %)
- эстонцы — 174 (5,05 %)

Главными промыслами по данным обследования за 1923 год в Матокской волости являлись: лесные заготовки, драньё коры и лыка, пилка дров и брёвен, грибно-ягодный промысел, рыбная ловля, печной, кровельный и плотничьи промыслы, мукомольный промысел.
Матокская волость была упразднена в 1925 году, а её территория вошла в состав Куйвозовской волости Ленинградского уезда.
Согласно переписи населения СССР 1926 года:

МАТОКСА — село Советского сельсовета Куйвозовской волости Ленинградского уезда, 44 хозяйства, 143 души.

Из них: русских — 14 хозяйств, 53 души (25 м. п. и 28 ж. п.); ингерманландцев — 21 хозяйство, 65 душ (28 м. п. и 37 ж. п.); суоми — 5 хозяйств, 14 душ (8 м. п. и 6 ж. п.); эстов — 3 хозяйства, 8 душ (4 м. п. и 4 ж. п.); поляков — 1 хозяйство, 3 души (1 м. п. и 2 ж. п.).

«МАТОКСА» — лесничество Советского сельсовета Куйвозовской волости, 5 хозяйств, 13 душ.

Из них: русских — 3 хозяйства, 9 душ (4 м. п. и 5 ж. п.); немцев — 1 хозяйство, 1 душа м. п.; поляков — 1 хозяйство, 3 души (2 м. п. и 1 ж. п.). 

КАРГИНО — деревня Советского сельсовета Куйвозовской волости, 16 хозяйств, 81 душа.

Из них: русских — 1 хозяйство, 2 души (1 м. п. и 1 ж. п.); ингерманландцев — 15 хозяйств, 79 душ (42 м. п. и 37 ж. п.). (1926 год)

В состав Советского сельсовета по данным переписи населения 1926 года входили: село Матокса; лесничество «Матокса»; деревни: Болотье, Каргино, Меслика, Репно, Сергеевка. Сельсовет находился в составе Куйвозовской волости Ленинградского уезда.
В 1930-х годах в Матоксе был организован колхоз «Общее дело».
В 1931 году церковь была закрыта, а в 1932 году переоборудована под музей. Само здание не сохранилось.
По административным данным 1936 года деревня Матокса являлась центром Лехтусского сельсовета Токсовского финского национального района. В сельсовете было 8 населённых пунктов, 387 хозяйств и 7 колхозов.
Согласно переписи населения СССР 1939 года:

МАТОКСА — деревня Лехтусского сельсовета Парголовского района, 305 чел. (1939 год)

- Деревня Матокса на карте 1939 года

Согласно топографической карте РККА 1939 года деревня насчитывала 22 двора, в деревне располагался сельсовет и почтовое отделение. В 1940 году деревня также насчитывала 22 двора.
До 1942 года — место компактного проживания ингерманландских финнов.
По данным 1966, 1973 и 1990 годов деревня Матокса входила в состав Куйвозовского сельсовета.
В 1997 году в деревне проживали 175 человек, в 2002 году — 151 человек (русских — 73 %), в 2007 году — 140.

## География
Деревня расположена в северной части района на автодороге А120 (Санкт-Петербургское северное полукольцо, бывшая 41А-189 «Магистральная» (Р21 — Васкелово — А121 — А181)) в месте примыкания к ней автодорог 41К-065 (Санкт-Петербург — Матокса) и 41К-331 (Спецподъезд км 76+114).
Расстояние до административного центра поселения — 12 км. Расстояние до ближайшей железнодорожной станции Грузино — 14 км.
Деревня находится на левом (северном) берегу реки Авлоги.
- Река Авлога в Матоксе

## Демография
| 1862 | 2007 | 2010 | 2017 |
| ---- | ---- | ---- | ---- |
| 185  | ↘140 | ↗259 | →259 |

### Национальный состав
Согласно данным Всероссийской переписи населения 2021 года в деревне проживали 490 человек, из них:
 русские — 424, армяне — 10, чуваши — 3, финны-ингерманландцы — 2, грузины — 1, украинцы — 1, другие национальности — 5 человек, остальные национальность не указали.

## Инфраструктура
В Матоксе, кроме частных строений, имеются 10 многоквартирных жилых домов: 1 дом 1935 года постройки, 5 домов 1951—1955 годов постройки, 1 дом 1958 года постройки, 1 дом 1964 года постройки, 1 дом 1969 года постройки, 1 дом 1990 года постройки.
Этажность: 7 домов одноэтажных, 2 дома двухэтажных, 1 дом трёхэтажный.

## Производство
- Ферма-сыроварня «Деревня»[50]

## Транспорт
Со станцией Грузино деревню связывает муниципальный автобусный маршрут № 613, протяжённостью 14,3 км.
Со станцией метро «Девяткино» деревню связывает муниципальный автобусный маршрут № 619.
Со станцией метро «Гражданский проспект» деревню связывает муниципальный автобусный маршрут № 885А.

## Улицы
проезд № 3, проезд № 4, Берёзовая, Берёзовая аллея, Брусничная, Въездная, Высотный переулок, Детский проезд, Западная, Заречная, Зелёная, Изумрудный переулок, Ландышевая, Лесная, Мирная, Нагорная, Низинный переулок, Озёрная, Окружная, Песочная, Полигонная, Почтовая, Приречная, Радужная, Радужный переулок, Рощинская, Рябиновая, Садовая, Светлая, Северная, Солнечная, Солнечный переулок, Соотечественников, Тихая, Хвойная, Хрустальная, Центральная, Черёмуховая.

## Садоводства
Авлога 1, Матокса, Ольховка, Спутник